# Jukbyeon-myeon
Jukbyeon-myeon (koreanska: 죽변면) är en socken i den östra delen av Sydkorea,  220 km öster om huvudstaden Seoul. Den ligger i kommunen Uljin-gun i provinsen Norra Gyeongsang. 